# John Henry Lewis
John Henry Lewis, född 1914, död 1974, var en amerikansk boxare och världsmästare i lätt tungvikt.